# Археофіт

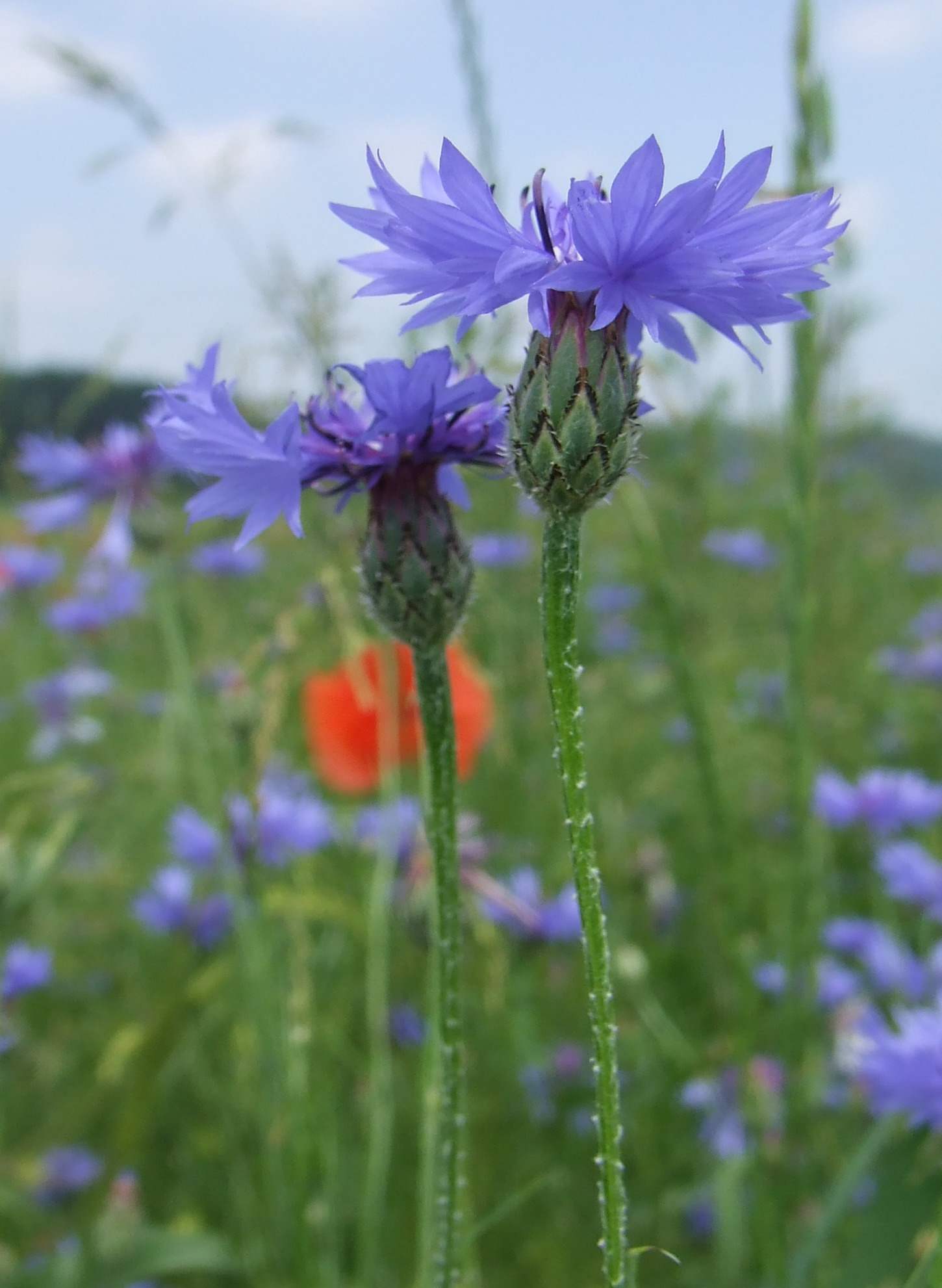
Волошка синя

Археофіти (від дав.-гр. ἀρχαῖος — древній і φυτόν — рослина) — це чужорідні види рослин, які з'явилися в місцевій флорі за археологічними знахідками до 1500 року (в порівнянні з неофітами).
Типові приклади: кукіль, волошка синя.